# 蓮華山三聖宮
24°49′53″N 121°05′56″E / 24.831347°N 121.098851°E
蓮華山三聖宮，是位於臺灣新竹縣新埔鎮五埔里的關帝廟，具有恩主公信仰。

## 建築
此廟創建於1902年，為新埔人彭清漢購地捐建，坐落在海拔約200公尺高的蓮華山半山腰，廟身與新埔照門地區隔霄裡溪相望，因主祀關聖帝君故又名「聖帝廟」。皇民化運動期間，新埔廟宇神像集中在新埔廣和宮。
1985年在地下室興建廿四孝堂。1994年7月1日，成立信徒大會，由彭瑞德任第一屆管理員。該廟歷代為當地彭姓家族所主持。2000年11月3日，總統陳水扁致贈「普濟眾生」匾，作為成立百周年紀念。2018年7月21日，總統蔡英文贈題為「義烈千秋」的匾額。

## 祭祀
廟方奉《桃園明聖經》為經典。所祀奉的三聖公分別是關聖帝君、孚佑帝君、司命帝君。兩殿分別祭祀釋迦牟尼佛、觀音菩薩、藥師佛、地藏王菩薩，城隍爺、土地公、註生娘娘、地母娘娘。每年農曆六月二十四日關公生，各地分香會回廟共同慶祝。當日，此廟關帝的契子也會來祭拜。1990年代開始停止用牲禮祭祀。
彭瑞德曾自述，三聖宮並非自始就香火鼎盛，建廟之初僅為小廟，認為是蓮華山下歷經數次水災後，發過水運之後，才成為新竹地區主奉關聖帝君的大廟。早期道路未開通前，車輛無法直接上山，信徒必須徒步爬山，每逢農曆初一、十五，徒步上山者仍絡繹不絕。在橫跨霄裡溪的大橋出現前，信眾若不走一條乾枯的野溪河床（今飛龍步道），則需踏過霄裡溪的大石頭過來祭祀，遂有「行石跳拜關公」的地方俗話相傳。
2001年4月1日下午，南非共和國祖魯國王古德威爾伉儷，在外交部官員陪同下，前往蓮華山三聖宮及亞森觀光休閒農園參訪。當時祖魯國王以雙手合十向關聖帝君等諸神膜拜後，並聽取廟方解說十殿閻羅圖像的意義，還接受了廟方贈送的紀念品。
新埔警分局刑事組在1990年代，從此廟請了一尊關聖帝君神像奉祀在組裡。該組組長林文輝表示2002年新埔連續發生銀行搶案，案情陷入膠著之際，全組人員深夜共同焚香膜拜，兩天後，嫌犯從龍潭逃回新埔時順利落網。關聖帝君壽誕，神像也會隨警員回宮祭拜。

## 外部連接
- 蓮華山三聖宮的Facebook專頁
- 官方网站